# Marxa cicloturista Quebrantahuesos

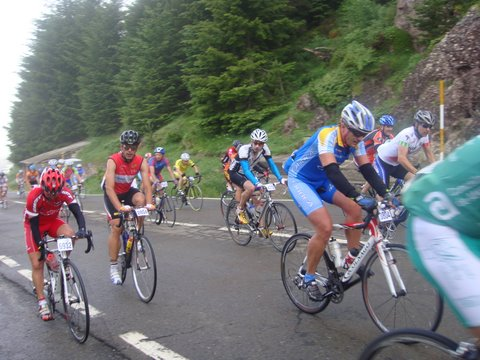
L'edició de 2009, passant per Somport

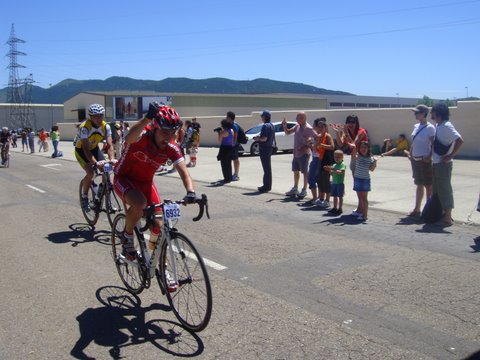
Arribada a Sabiñánigo

La Marxa cicloturista Quebrantahuesos (QH)
és una prova de ciclisme de carretera ("Gran Fondo" i "Medio fondo") i MTB (bicicleta de muntanya) per aficionats organitzada per la Peña Ciclista Edelweis.
La prova Quebrantahuesos "Gran Fondo", té sortida i arribada a meta a Sabiñánigo, Província d'Osca, (Espanya). La QH se celebra el penúltim dissabte del mes de juny. L'hora de sortida és a les 7.30h. El recorregut
travessa els Pirineus i passa a França pel port de Somport (km 57), tot seguit es puja als ports de Marie Blanche (km 108) i del Portalet (km 156) on torna a Espanya i acaba pujant la Hoz de Jaca (km 177). La distància de la prova és de 200 kilòmetres i el desnivell acumulat és de 3.500 metres. Hi participen 8.500 ciclistes de 23 països (dades 2017)
i de totes les províncies d'Espanya, destacant la presència de valencians, aragonesos, bascs i catalans.
Les massives peticions de participació (se superen les 13.000 de les 8.500 places disponibles), ha fet que des de l'any 2010 els dorsals s'atorguin per sorteig. Col·laboren en l'organització més de 1.000 voluntaris per les tasques d'avituallament i emergències. Al 2017 compleix la XXVII edició.
La QH "Gran Fondo" té una germana petita que és la Treparriscos (TR)
(Medio fondo) de 85 km i 1350 metres de desnivell acumulat. Se celebra en paral·lel a la QH amb hora de sortida a les 8:15 h. A la TR i participen 2.500 ciclistes, que pugen durant el recorregut al port de Cotefablo.